# Wysokie drzewa
Wysokie drzewa – zbiór poezji Leopolda Staffa wydany w Warszawie w 1932.
Wraz z tomikiem Barwy miodu z 1936 zbiór Wysokie drzewa uważany jest za najbardziej charakterystyczny w twórczości Staffa powstającej w okresie międzywojnia. Tom zawiera miniatury, utwory kilkunastowersowe, sonety i formy bliskie poematom, pisane wierszem regularnym. W wierszach tych wyraźnie widać odejście Staffa od młodopolskiej poetyki, na rzecz skrócenia wypowiedzi, próby osiągnięcia prostoty poetyckiej. W zakresie tematyki wiersze w tomiku Wysokie drzewa inspirowane były codziennością, zwykłym życiem. Dominuje w nich umiar, harmonia życia, akceptacja rzeczywistości. Utwory zawierają obserwacje piękna natury, pór roku, codzienności, motywy religijne. Obecny jest w nich też humor poetycki, na który składają się pointy, paradoksy, oksymorony.